# 100 партии
100 партии е шахматна книга на големия естонски и съветски гросмайстор и един от най-силните шахматисти на своето време Паул Керес. Написана е през 1966 г. и представлява колекция от 100 впечатляващи и поучителни партии изиграни от автора в продължение на период от 35 години (1929 – 1964) по време на неговата шахматна кариера. Чрез проследяване на анализираните партии читателят е в състояние до голяма степен да се запознае със стила на играта и приноса на автора в шахматната стратегия на играта. Книгата е написана на руски език.

## Стил на писане
Както и отличното хронологичо описание на съдържанието на творбата, така и качеството на цялата книга е на високо ниво. Всяка партия е подробно анлизирана, най-важните моменти са представени на диаграми, а за всяка партия авторът на висок стил описва играта на противника.